# Amadeus Wenzel Böhm
Amadeus Wenzel Böhm (* 2. Mai 1769 in Prag; † 1. Mai 1823 in Leipzig) war ein Kupferstecher und Illustrator.

## Leben
Amadeus Wenzel Böhm wurde bereits in früher Kindheit von seinem Vater, der nach Wien übersiedelte, an ein Spital in Prag zur weiteren Erziehung übergeben. Er erhielt seine zeichnerische Ausbildung an der 1775 gegründeten Musterschule in Prag unter anderem beim Kupferstecher Ludwig Kohl. Nach Beendigung der Ausbildung erhielt er einige Aufträge von Johann Balzer, der ihn Kupferstiche ausmalen ließ.
Nach seiner Übersiedlung nach Wien machte er an der Kupferstecherakademie von Jacob Matthias Schmutzer die Bekanntschaft mit dem Kupferstecher Clemens Kohl und wurde dessen Schüler und Gehilfe.
1785 lieferte er im Alter von 16 Jahren bereits Arbeiten für Buchhändler in Deutschland, unter anderem Breitkopf & Härtel sowie den Verleger Walter de Gruyter, und stach später unter anderem mehrere Platten zu dem Werk Versuch über das Kostum der vorzüglichsten Völker des Alterthums, des Mittelalters und der neuern Zeiten des Historikers Robert von Spalart (1765–1808).
Er war erst in Dresden und, seit 1797, in Leipzig tätig. Er erstellte ungefähr 200 Arbeiten, von denen viele in den Minerva-Taschenbüchern und in Wilhelm Gottlieb Beckers Taschenbuch zum gesellschaftlichen Vergnügen abgebildet wurden.
Er blieb zeit seines Lebens unverheiratet und pflegte eine persönliche Freundschaft mit dem Musikverleger Gottfried Christoph Härtel und dem Kupferstecher und späteren Naturforscher Wilhelm Gottlieb Tilesius von Tilenau.
Sein Nachruf in der Leipziger Zeitung vom 7. Mai 1823 wurde durch verschiedene Persönlichkeiten unterzeichnet, unter anderem von Christian August Heinrich Clodius, Georg Joachim Göschen, Gottfried Christoph Härtel, Ludwig Puttrich, Johann Gottlob von Quandt, Friedrich Rochlitz und Veit Hanns Schnorr von Carolsfeld.

## Mitgliedschaften
Amadeus Wenzel Böhm wurde in Leipzig Mitglied der dortigen Akademie der bildenden Künste (siehe Hochschule für Grafik und Buchkunst Leipzig).

## Werke  (Auswahl)
- Apostel Paulus nach Screta, das Werk befand sich später in der Dresdner Galerie (siehe Gemäldegalerie Alte Meister);
- eine Madonna nach Carlo Dolci;
- die Titelkupfer zur Pfarrerstochter von Taubenhain, nach einer Zeichnung von Veit Hanns Schnorr von Carolsfeld[6];
- die Porträts des Königs und der Königin von Dänemark nach Friedrich Carl Gröger;
- eine Madonna nach Guido Reni;
- Porträt von Friedrich Gottlieb Klopstock;[7]
- zwei Titelkupfer zur Ausgabe des von Georg Joachim Göschen 1803 verlegten Neuen Testamentes von Johann Jakob Griesbach;
- Porträt von Friedrich Rochlitz;[8]
- Bildnis von André Duc de Rivoli Prince d’Essling Masséna;[9]
- Bildnis der Maria Pawlowna Grossfürstin von Russland und Erbprinzessin von Weimar;[10]
- Porträt von Gustav II. Adolf, König von Schweden;[11]
- Bildnis von Johann Gottfried Seume.[12]

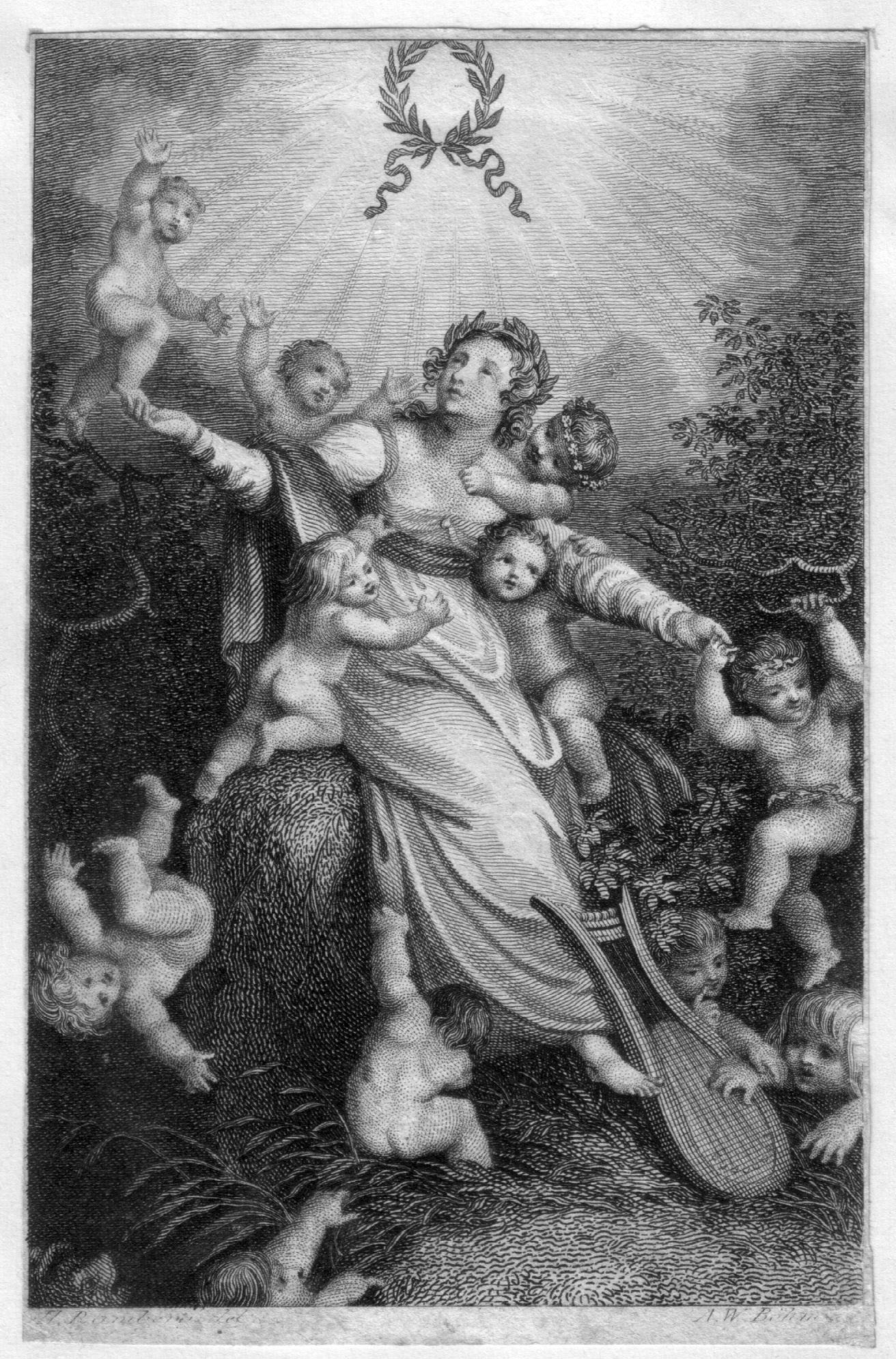
Jungfrau mit Amoretten, Kupferstich nach Johann Heinrich Ramberg
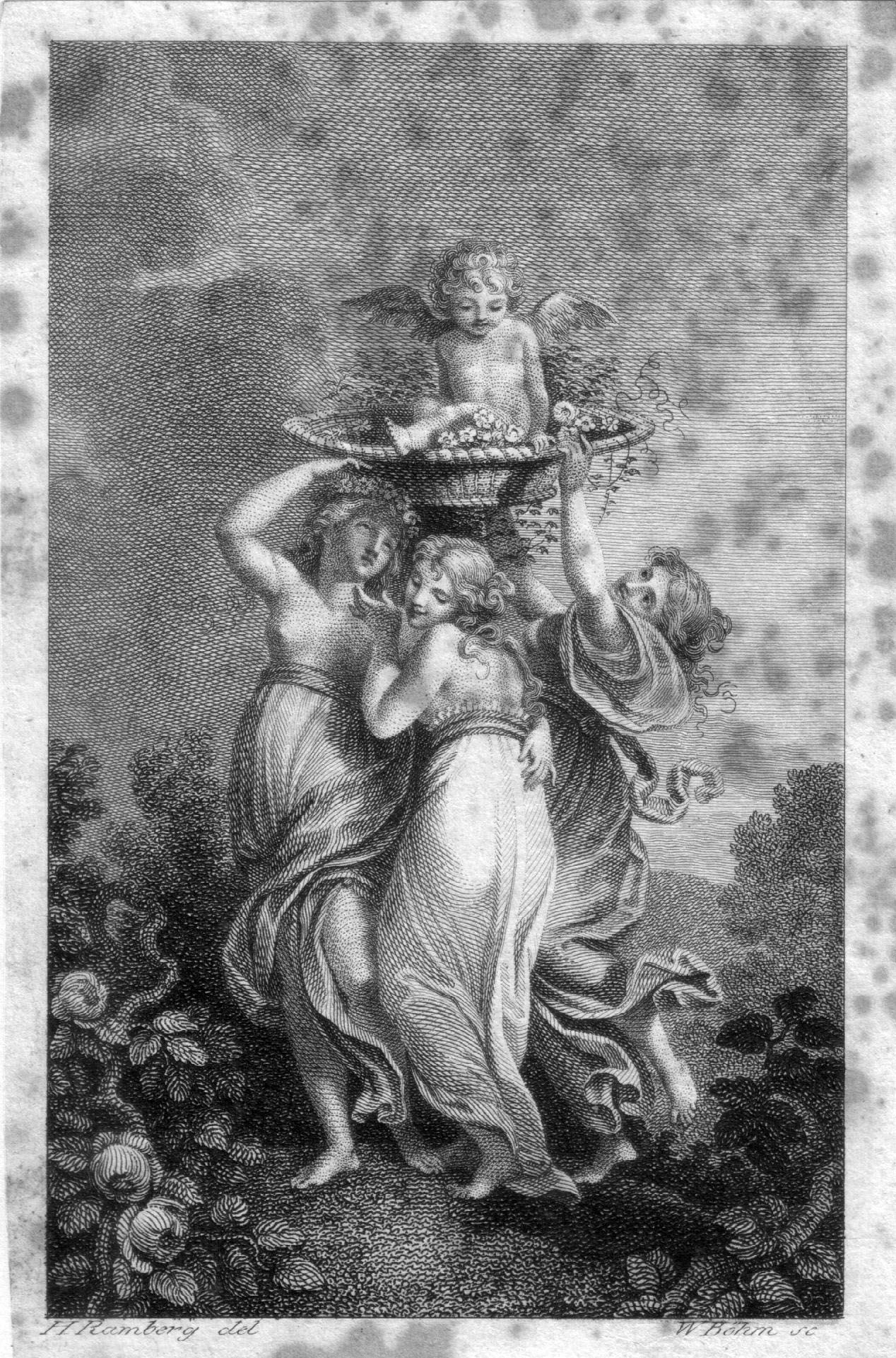
Drei Grazien mit Engel, Kupferstich nach Johann Heinrich Ramberg
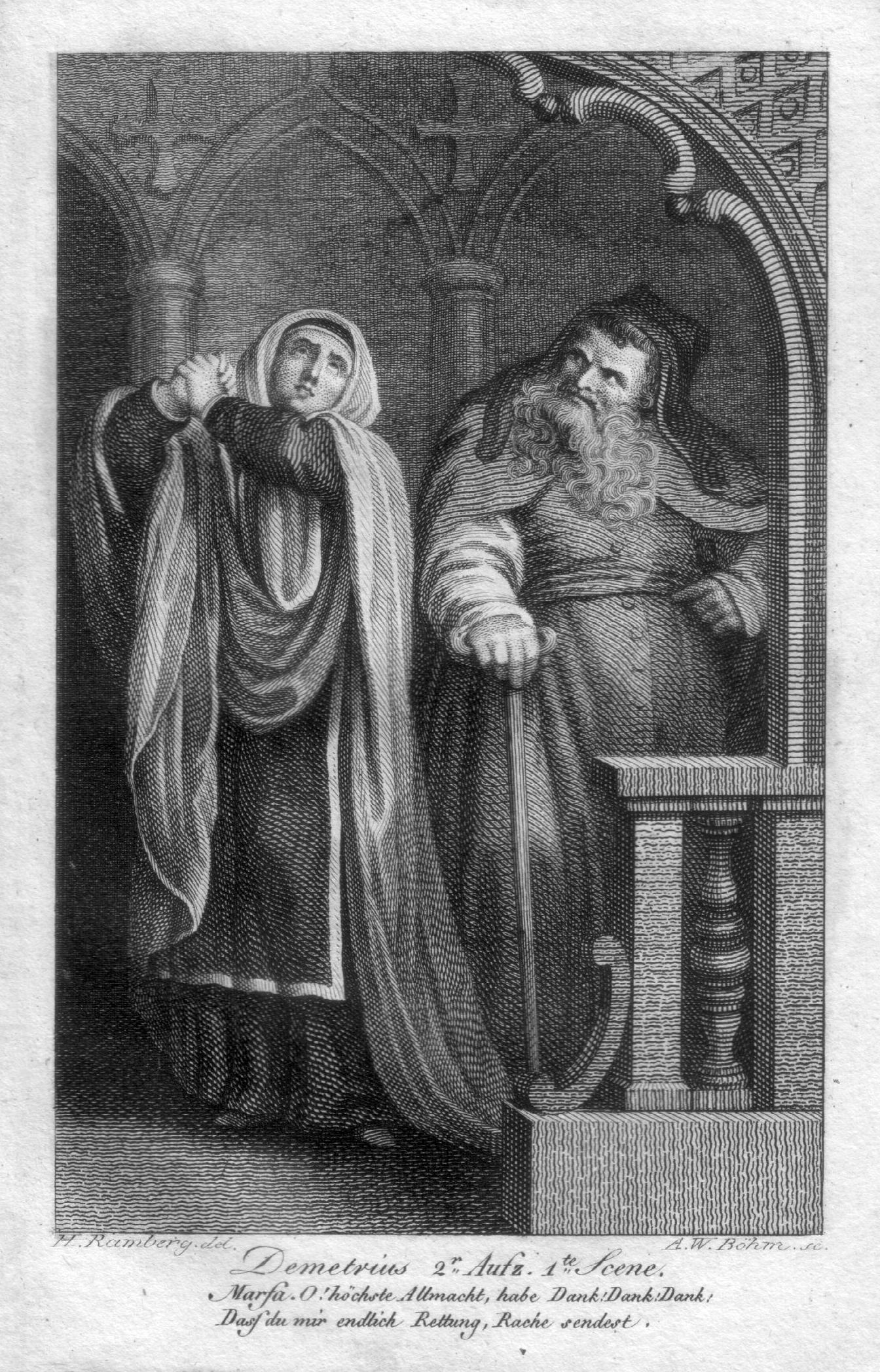
Demetrius 2.Aufzug, 1.Szene, Kupferstich nach Johann Heinrich Ramberg
Allegorische Szene, Kupferstich nach Johann Heinrich Ramberg
Allegorische Szene, Kupferstich nach Johann Heinrich Ramberg
Allegorische Szene, Kupferstich nach Johann Heinrich Ramberg
Allegorische Szene, Kupferstich nach Johann Heinrich Ramberg
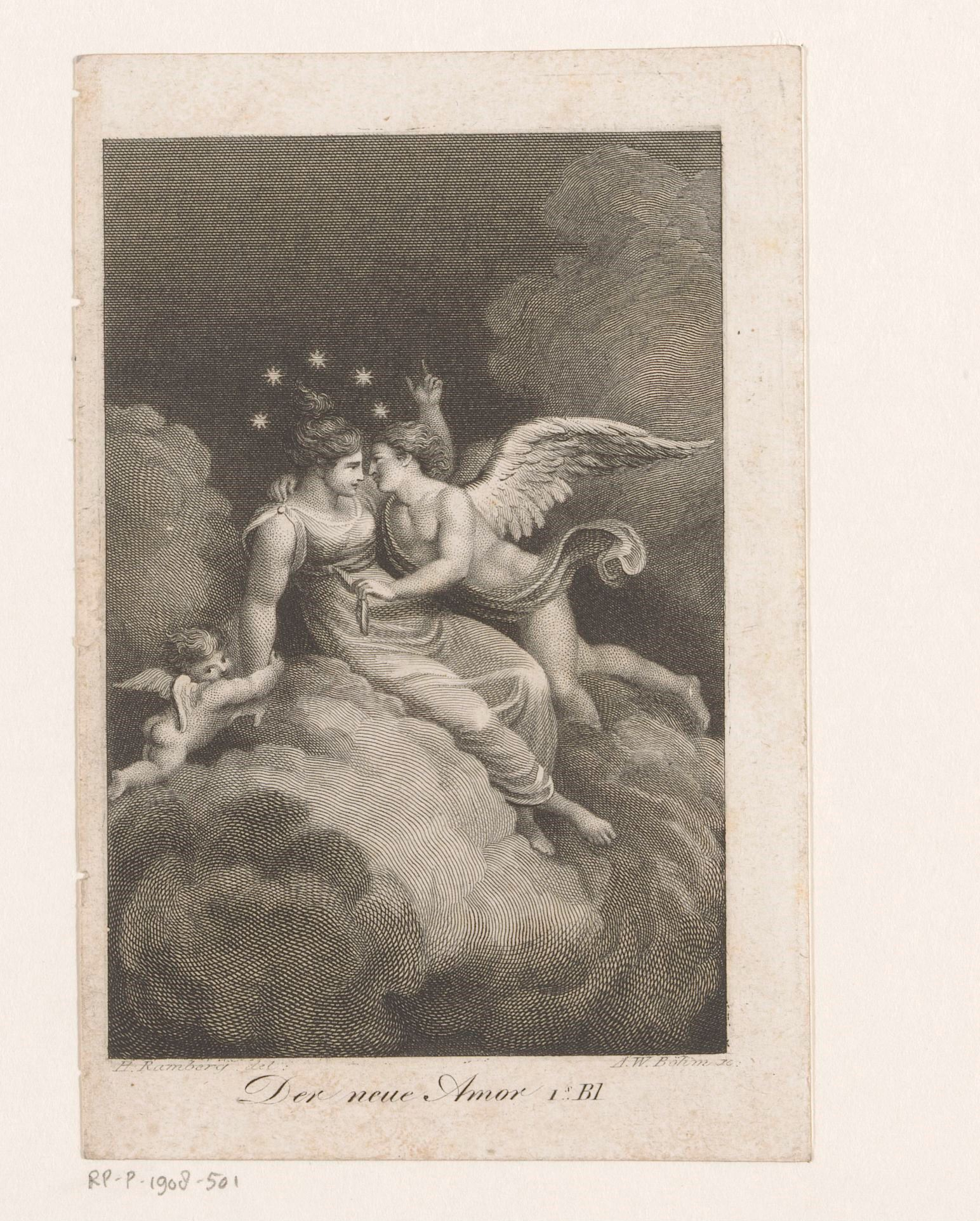
Der neue Armor, Kupferstich nach Johann Heinrich Ramberg
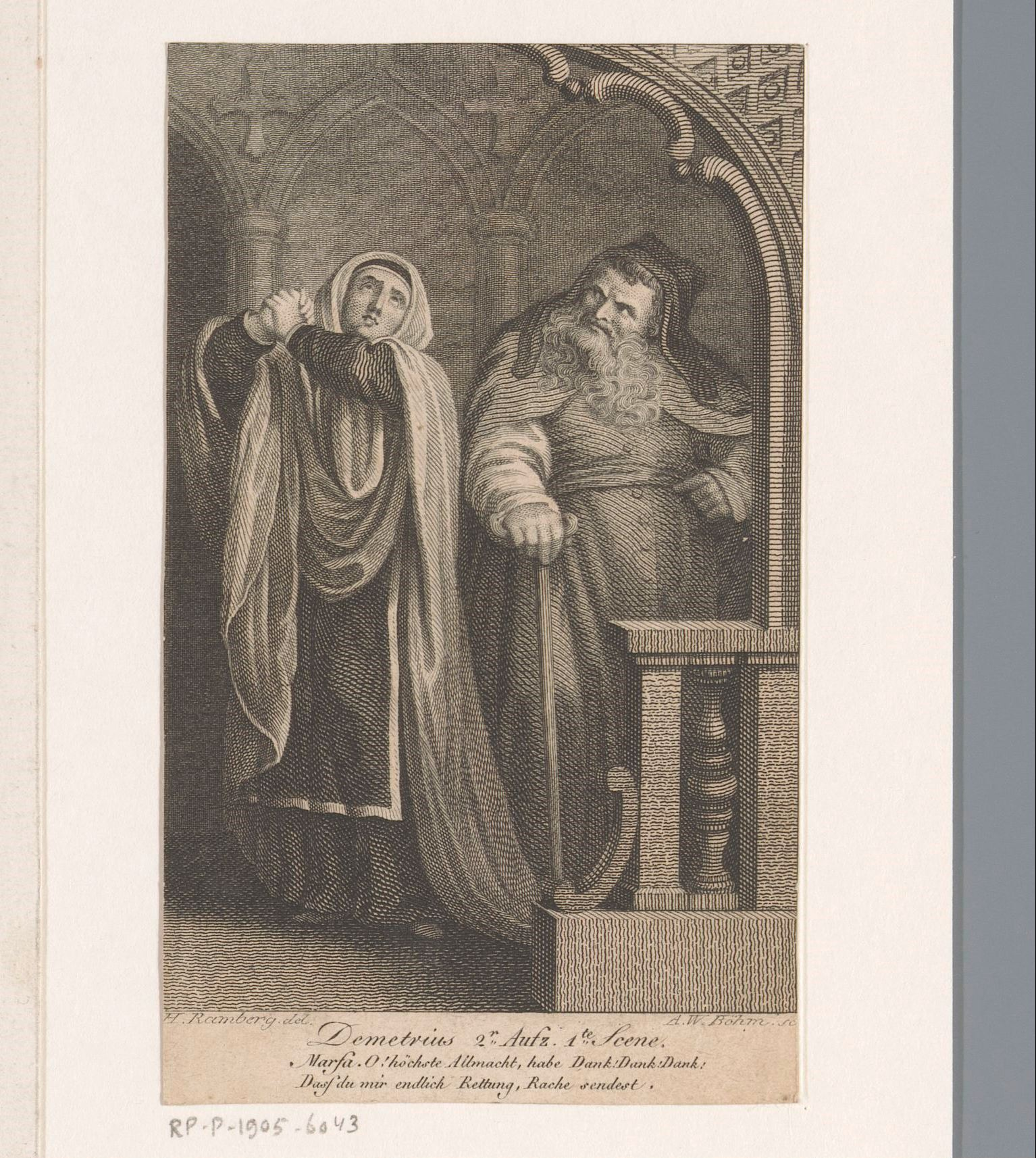
Marfa und Patriarch Hiob in einem Kloster, Kupferstich nach Johann Heinrich Ramberg
Eine weibliche Heilige mit Kelch und Kreuz, Kupferstich nach Raffael
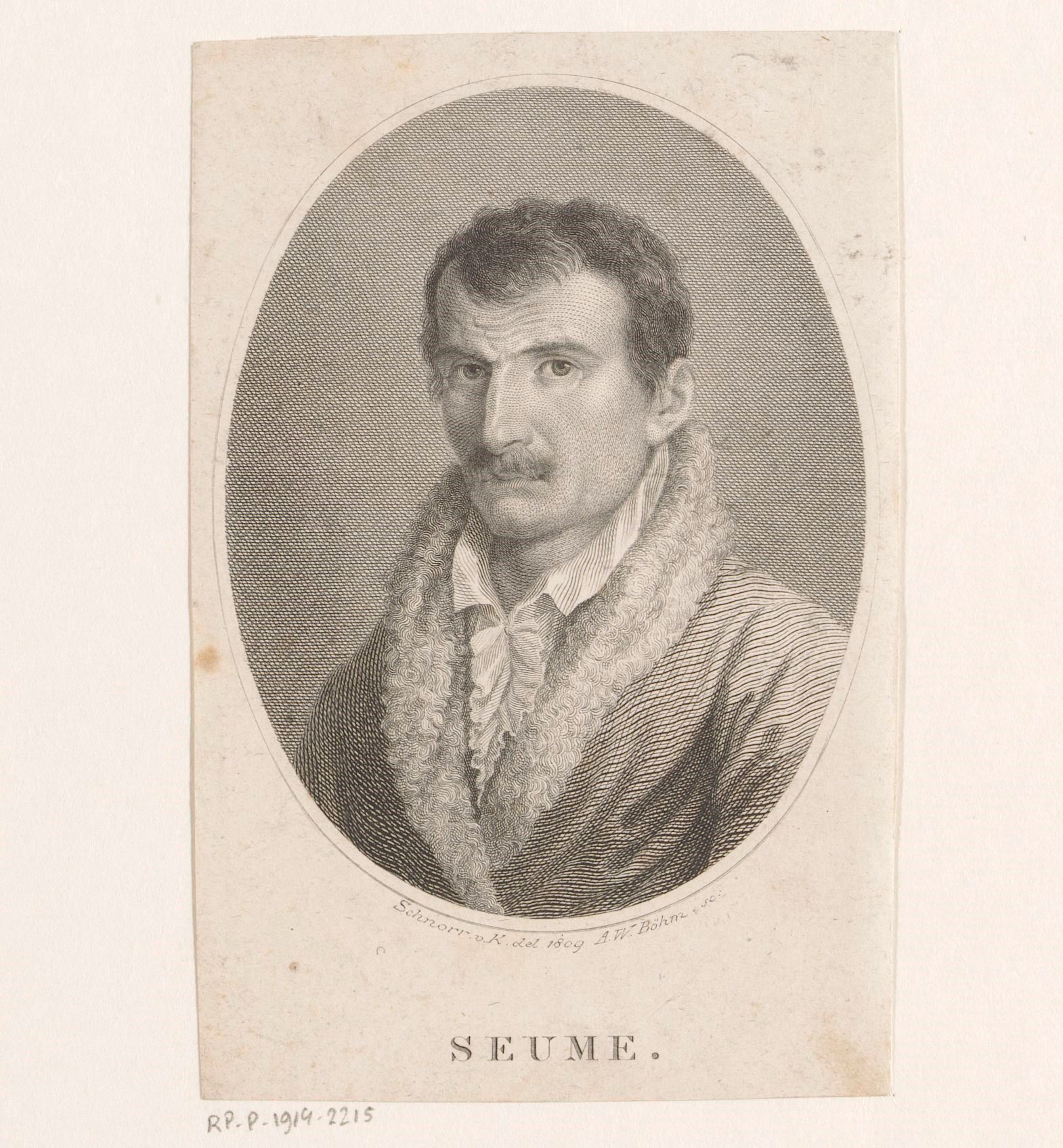
Porträt von Johann Gottfried Seume
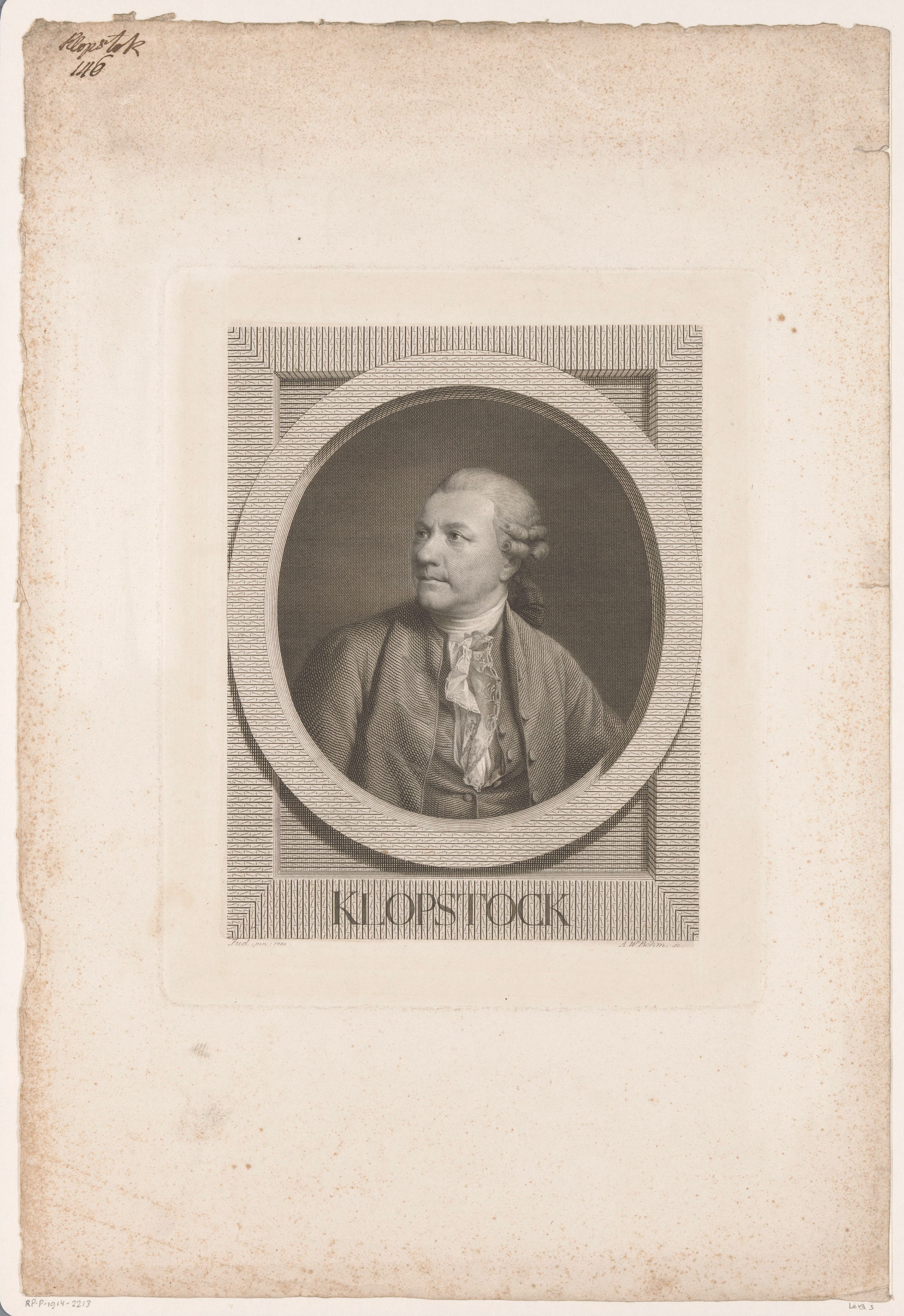
Porträt von Friedrich Gottlieb Klopstock
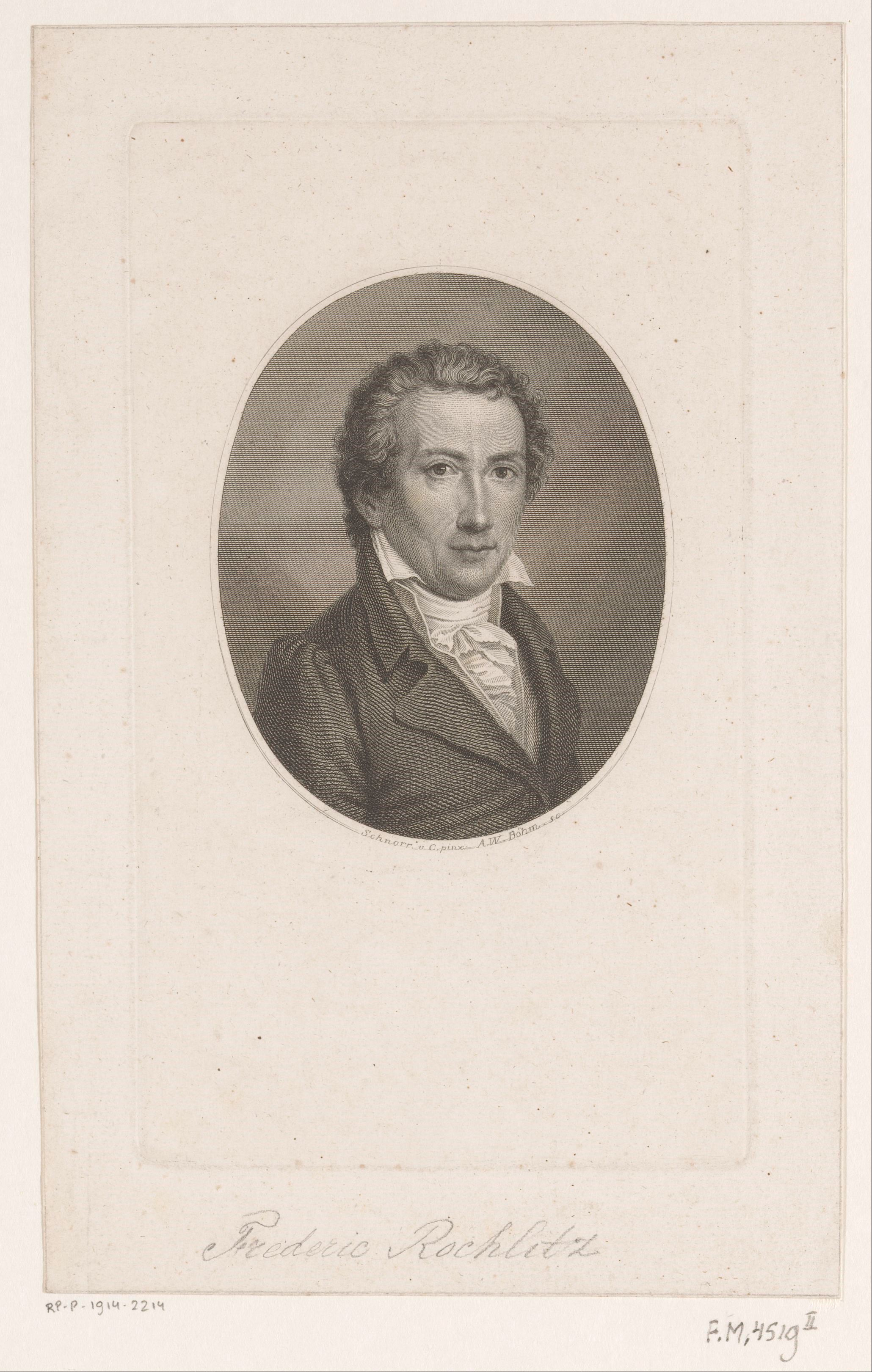
Porträt von Friedrich Rochlitz